# Östergötlands runinskrifter 8
Runinskrift Ög 8, även känd som Kälvestenen eller Kälvestensstenen, står nu på Västra Stenby kyrkogård i Västra Stenby socken och Motala kommun, Aska härad, Östergötland. 
Stenen är av grå granit, höjden är 190 cm och bredden 55 cm. Toppen är skadad.
Tidigare har den varit inmurad i Västra Stenbys nya kyrka där den påträffades 1865, vitmenad och svårläst. Den murades in i Västra Stenbys nya kyrka då den uppfördes 1812. Först 1937 fritogs den och placerades utanför på kyrkogården.
Sten har enligt uppgift i Bautil varit inmurad i föregångaren till Västra Stenbys nya kyrka, som kallades Kälvestens kyrka och stod på samma plats.

## Inskriften
Stenen är ristad på två sidor: A och B. Texten är skriven med kortkvistrunor.
Translitterering av runraden:
§A stikuʀ (') karþi kubl þ(a)͡(u) aft auint sunu sin ' sa fial austr 
§B miʀ aiuisli ' uikikʀ faþi auk| |krimulfʀ
Normalisering till runsvenska:
§A Stiguʀ/Stygguʀ gærði kumbl þau aft Øyvind, sunu sinn. Sa fioll austr 
§B með Æivisli. Vikingʀ faði ok Grimulfʀ.
Översättning till nusvenska:
§A Stygg (?) gjorde dessa kummel efter Öjvind, sin son. Han föll österut.
§B med Ejvisl. Viking ristade och Grimulv.
Runstenen kan utifrån sin stil med rakt avslutade skriftband och utan ornamentik dateras till 980-1015.